# وزارة الداخلية (ألمانيا)

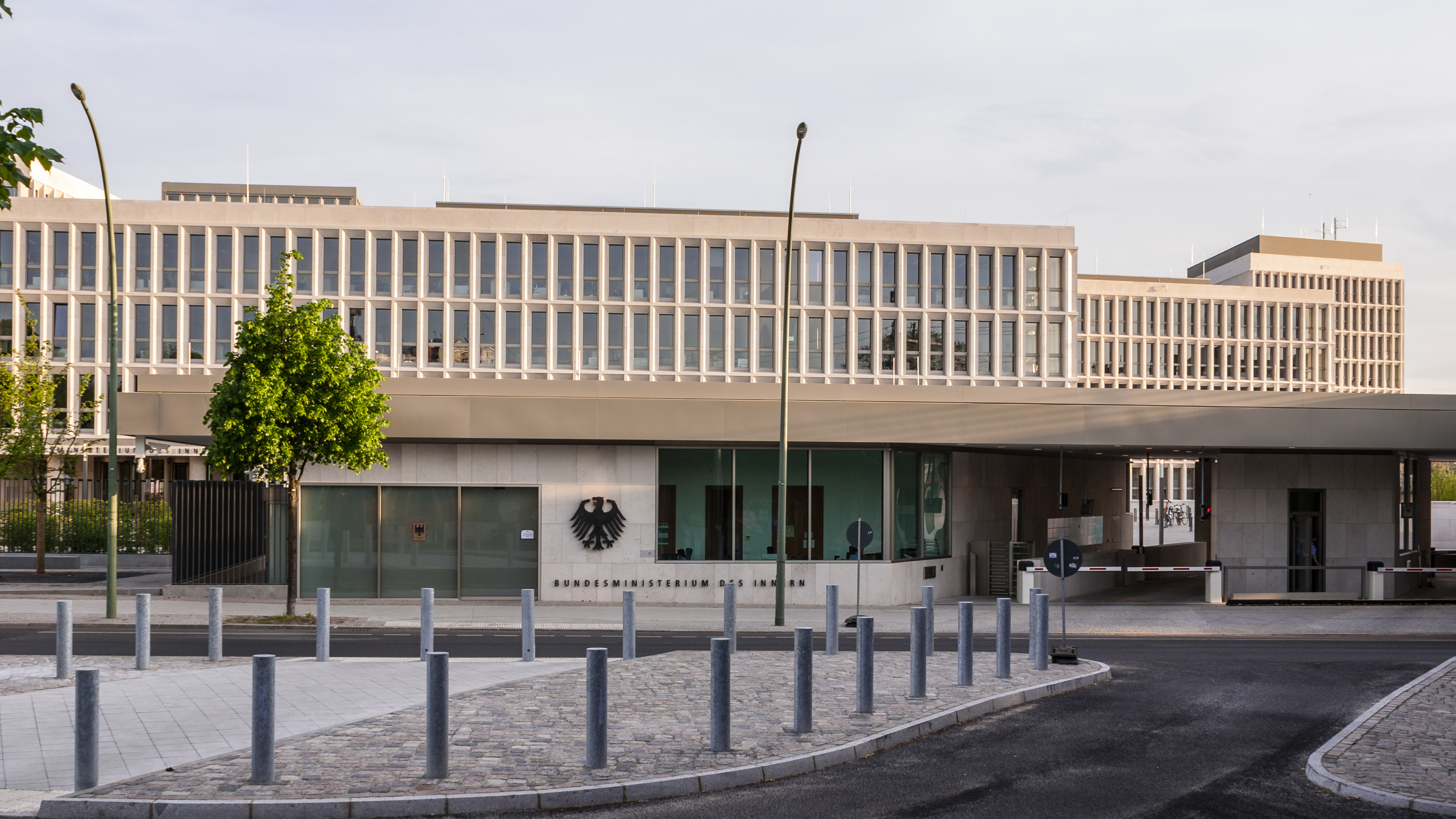
مقر الوزارة في برلين

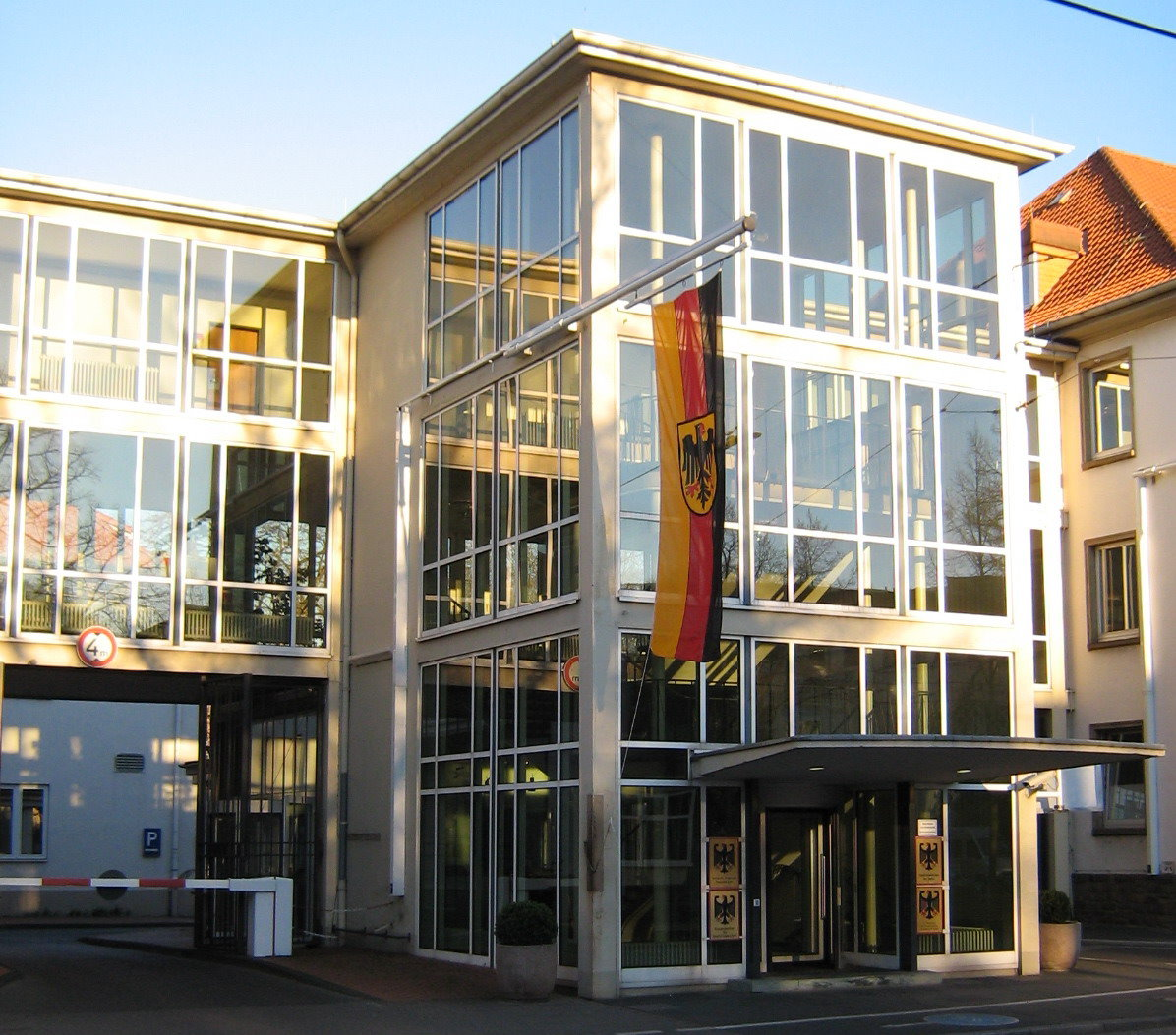
مقر الوزارة في بون

الوزارة الاتحادية للداخلية والأمن الوطني (بالألمانية: Bundesministerium des Innern und für Heimat) تختصر (BMI)، هي وزارة اتحادية في جمهورية ألمانيا الاتحادية يقع مقرها الرئيسي في برلين ولها مقر فرعي في مدينة بون. يرأس الوزارة منذ 8 ديسمبر 2021 نانسي فيزر من الحزب الديمقراطي الاجتماعي (SPD).

## لمحة تاريخية
كان سلف الوزارة هو وزارة الداخلية في الرايخ والتي انبثقت بدورها عن مكتب الداخلية في الرايخ. شُكلت الوزارة الاتحادية للداخلية بناءً على توصية اللجنة المنظمة لمؤتمر رؤساء وزراء الولايات الألمانية في 30 يوليو 1949.
بتكليف من وزير الداخلية الاتحادي توماس دي ميزير في ديسمبر 2014 كرس باحثون من معهد التاريخ المعاصر (IfZ) ومركز أبحاث التاريخ المعاصر (ZZF) أنفسهم منذ عام 2015 لتاريخ ما بعد الحرب لوزارة الداخلية الاتحادية ووزارة الداخلية في جمهورية ألمانيا الديمقراطية. [4] في دراسة أولية في نهاية عام 2015 نشر العلماء النتائج الأولية الأولى لهيكل الموظفين في وزارتي الداخلية. [5] بالنسبة لجمهورية ألمانيا الاتحادية تم تقييم أكثر من 300 سيرة ذاتية من قبل مسؤولين من وزارة الداخلية الاتحادية. وفقًا لهذا شكل أعضاء الحزب النازي السابقون نسبة عالية من موظفي الوزارة في الخمسينيات والستينيات من القرن الماضي. من كبار موظفي الخدمة المدنية الذين تم توظيفهم بين عامي 1949 و 1970 (من مستوى رئيس القسم وما فوق) كان 54٪ منهم في الحزب النازي. عندما انتقلت سنوات جيل شباب الحرب (المولود بين 1900 و 1910) إلى مناصب أعلى وصلت نسبة أعضاء الحزب النازي السابقين إلى ذروتها: في عام 1961 كانت 66٪. [7] في يونيو 2018 نُشرت الدراسة المعروفة باسم حراس النظام [8] وقدمت رسميًا إلى وزارة الداخلية الاتحادية. [9]
بعد تعيين المستشار الاتحادي أولاف شولتس في 8 ديسمبر 2021 أمر بموجب مرسوم تنظيمي [10] في نفس اليوم بتغيير اسم الوزارة من الوزارة الاتحادية للداخلية والبناء والأمن الوطني لتصبح الوزارة الاتحادية للداخلية والأمن الوطني. وفقًا للمرسوم كُلفت وزارة الداخلية بمسؤولية الإدارة الإستراتيجية لتكنولوجيا المعلومات وكذلك بمجلس تكنولوجيا المعلومات الاتحادي في المستشارية الاتحادية.

## المسؤوليات
وزارة الداخلية هي المسؤولة عن الأمن الداخلي وحماية النظام الدستوري، الحماية المدنية ضد الكوارث والإرهاب، المشردين، والمسائل الإدارية، والرياضة. وهي مضيف اللجنة الدائمة لوزراء الداخلية وإصدارات جوازات السفر، بطاقات الهوية، والأسلحة النارية، وتشريعات المتفجرات أيضا. كم تضم الوزارة مركز مكافحة الإرهاب المشتركة الذي تشكل عام 2004 وهي ومنتدى للتحليل وتبادل المعلومات مع جميع أفراد الشرطة الألمانية ووكالات الاستخبارات المشاركة في الحرب ضد الإرهاب.

## التنظيم

### الأمانات
يُدعم الوزير من قبل اثنين من أمناء الدولة البرلمانيين واثنين من أمناء الدولة الذين يديرون إدارات الوزارة المختلفة. واحد من الأمناء يدير الإدارات
```
"P"، "B"، "IS"، "M" 
```

بالإضافة إلى خلية إدارة الأزمات والفريق العامل المعني بتطوير مكافحة التجسس. ويشرف الآخر على
```
"Z"، "G"، "D"، "O"، "SP"، "V" 
```

بالإضافة إلى إدارة تقنية المعلومات وحماية البيانات ومكتب حرية المعلومات وفرقة مكافحة المنشطات.

### الأقسام
- "P" الإدارة (Abteilung P) هي قسم الشرطة في الوزارة، ولها فرعان: إنفاذ القانون ومكافحة الإرهاب. وتحلل قضايا مكافحة الجريمة وتطوير مفاهيم ومسودات القوانين لتحسين جهود إنفاذ القانون ومنع الجريمة. كما تدير مكتب الشرطة الجنائية الاتحادية، تنسيق نشر شرطة مكافحة الشغب وتمثل المصالح الاتحادية في الرياضة ومناطق الأمن. بسبب الهيكل الاتحادي في ألمانيا يمكن أن تعزز الأمن الداخلي والأمن العام وذلك فقط بالتعاون مع قوات الشرطة المحلية في الولايات ومع الوكالات داخل الاتحاد الأوروبي (EU).
- "IS" الإدارة (Abteilung IS) هي إدارة الأمن الداخلي والتي تحمي الدولة الألمانية ضد التطرف السياسي. تمارس الرقابة الإشرافية على المكتب الاتحادي لحماية الدستور، تدرس الجماعات المتطرفة ويمكن حظرها كملاذ نهائي. وبالإضافة إلى ذلك، فإن الإدارة مسؤولة عن أمن المعلومات السرية ومنع التخريب والتجسس. وتدير أيضا جهود الدفاع وإدارة الطوارئ المدنية على المستوى الوطني وتمارس الرقابة الإشرافية على مركز الحماية المدنية والوكالة الاتحادية للإغاثة التقنية.
- "B" الإدارة (Abteilung B) تشرف وتدير عمليات الشرطة الاتحادية الألمانية.
- "M" الإدارة (Abteilung M) هي المسؤولة عن الهجرة والاندماج واللاجئين والتنسيق الأوروبي.
- "Z" الإدارة (Abteilung Z) هي المكتب المركزي.
- "G" الإدارة (Abteilung G) هي المسؤولة عن السياسة الأوروبية والتطورات الدولية
- "D" الإدارة (Abteilung D) هي المسؤولة عن الخدمة المدنية.
- "O" الإدارة (Abteilung O) هي المسؤولة عن التحديث الإداري والتنظيم.
- "SP" الإدارة (Abteilung SP) هي المسؤولة عن الرياضة.
- "V" الإدارة (Abteilung V) هي المسؤولة عن القوانين الدستورية، الولايات، القانون الإداري والقوانين الأوروبية.

### وكالات استثنائية
| الاسم                                                                                                   | الاختصار. | الترجمة                                                                                      |
| --- | --------- | -------------------------------------------------------------------------------------------- |
| Bundesausgleichsamt                                                                                     | BAA       | المكتب الاتحادي لتعويض الأعباء                                                               |
| Bundesamt für Migration und Flüchtlinge                                                                 | BAMF      | المكتب الاتحادي للهجرة واللاجئين                                                             |
| Bundesakademie für öffentliche Verwaltung                                                               | BAköV     | الأكاديمية الاتحادية للإدارة العامة                                                          |
| Beschaffungsamt                                                                                         | BeschA    | وكالة المشتريات في وزارة الداخلية الاتحادية                                                  |
| Bundesbeauftragte für den Datenschutz und die Informationsfreiheit                                      | BfDI      | المفوض الاتحادي لحماية البيانات وحرية المعلومات                                              |
| Bundesamt für Verfassungsschutz                                                                         | BfV       | الوكالة الاتحادية لحماية الدستور                                                             |
| Bundespolizei                                                                                           | BPOL      | الشرطة الاتحادية                                                                             |
| Bundesinstitut für Bevölkerungsforschung                                                                | BiB       | المعهد الاتحادي لأبحاث السكان                                                                |
| Bundesinstitut für Sportwissenschaft                                                                    | BISp      | المعهد الاتحادي لعلوم الرياضة                                                                |
| Bundeskriminalamt                                                                                       | BKA       | المكتب الاتحادي للشرطة الجنائية                                                              |
| Bundesamt für Kartografie und Geodäsie                                                                  | BKG       | الوكالة الاتحادية لرسم الخرائط والجيوديسيا                                                   |
| Bundeszentrale für politische Bildung                                                                   | BpB       | الوكالة الاتحادية للتعليم السياسي                                                            |
| Bundesamt für Sicherheit in der Informationstechnik                                                     | BSI       | المكتب الاتحادي لأمن المعلومات                                                               |
| Bundesverwaltungsamt                                                                                    | BVA       | المكتب الاتحادي للإدارة                                                                      |
| Bundesamt für Bevölkerungsschutz und Katastrophenhilfe                                                  | BBK       | المكتب الإتحادي للحماية المدنية والإغاثة في حالات الكوارث                                    |
| Schutzkommission beim Bundesministerium des Innern                                                      | SchK      | المجلس الاستشاري العلمي في الدفاع المدني والحماية من الكوارث                                 |
| Fachhochschule des Bundes für öffentliche Verwaltung                                                    | FH Bund   | الكلية الاتحادية للإدارة العامة                                                              |
| Koordinierungs- und Beratungsstelle der Bundesregierung für Informationstechnik in der Bundesverwaltung | KBSt      | مكتب التنسيق والاستشارة للحكومة الاتحادية لتكنولوجيا المعلومات في الإدارة الاتحادية          |
| Statistisches Bundesamt destatis                                                                        | StBA      | مكتب الإحصاء الاتحادي                                                                        |
| Technisches Hilfswerk                                                                                   | THW       | الوكالة الاتحادية للإغاثة التقنية                                                            |
| Unabhängige Kommission zur Überprüfung des Vermögens der Parteien und Massenorganisationen der DDR      | UKPV      | اللجنة المستقلة المعنية بإعادة النظر في أصول الأحزاب والمنظمات الجماهيرية في ألمانيا الشرقية |
| Vertreterin des Bundesinteresses beim Bundesverwaltungsgericht                                          | VBI       | ممثل المصلحة الاتحادية في المحكمة الإدارية الاتحادية                                         |
| Beauftragter der Bundesregierung für Aussiedlerfragen und nationale Minderheiten                        |           | مفوض الحكومة الاتحادية للمسائل المتعلقة بالعائدين والأقليات القومية                          |
| Bundesanstalt für den Digitalfunk der Behörden und Organisationen mit Sicherheitsaufgaben               | BDBOS     | الوكالة الاتحادية للإذاعة الرقمية لخدمات الطوارئ                                             |

## قائمة وزراء الداخلية (منذ 1949)
الحزب السياسي:
| الاسم (ولادة-وفاة)                  | الاسم (ولادة-وفاة)            | الصورة        | الحزب         | فترة تولي المنصب     | فترة تولي المنصب     | المستشار (الحكومة)                                                                                     |
| وزير الداخلية                       | وزير الداخلية                 | وزير الداخلية | وزير الداخلية | وزير الداخلية        | وزير الداخلية        | وزير الداخلية                                                                                          |
| ----------------------------------- | ----------------------------- | ------------- | ------------- | -------------------- | -------------------- | --- |
|                                     | غوستاف هاينيمان (1899–1976)   |               | CDU           | 20 أيلول 1949        | 11 تشرين الأول 1950  | أديناور (حكومة أديناور الأولى)                                                                         |
|                                     | روبرت لير (1883–1956)         |               | CDU           | 11 تشرين الأول 1950  | 20 تشرين الأول 1953  | أديناور (حكومة أديناور الأولى)                                                                         |
|                                     | غيرهارد شرودر (1910–1989)     |               | CDU           | 20 تشرين الأول 1953  | 13 تشرين الثاني 1961 | كونراد أديناور (• حكومة أديناور الثانية • حكومة أديناور الثالثة)                                       |
|                                     | هيرمان هوشيرل (1912–1989)     |               | CSU           | 14 تشرين الثاني 1961 | 25 تشرين الأول 1965  | كونراد أديناور (• حكومة أديناور الرابعة • حكومة أديناور الخامسة) لودفيغ إيرهارت (حكومة إيرهارد الأولى) |
|                                     | باول لوكه (1914–1976)         |               | CDU           | 26 تشرين الأول 1965  | 2 نيسان 1968         | لودفيغ إيرهارت (حكومة إيرهارد الثانية) كورت غيورغ كيزينغر (حكومة كيزينغر)                              |
|                                     | إرنست بيندا (1925–2009)       |               | CDU           | 2 نيسان 1968         | 21 تشرين الأول 1969  | كورت غيورغ كيزينغر (حكومة كيزينغر)                                                                     |
|                                     | هانز ديتريش غينشر (1927-2016) |               | FDP           | 22 تشرين الأول 1969  | 16 أيار 1974         | فيلي براندت (• حكومة براندت الأولى • حكومة براندت الثانية)                                             |
|                                     | فيرنر مايهوفر (1918–2009)     |               | FDP           | 16 أيار 1974         | 8 حزيران 1978        | هلموت شميت (• حكومة شميدت الأولى • حكومة شميدت الثانية)                                                |
|                                     | غيرهارت باوم (م. 1932)        |               | FDP           | 8 حزيران 1978        | 17 أيلول 1982        | هلموت شميت (• حكومة شميدت الثانية • حكومة شميدت الثالثة)                                               |
|                                     | يورغن شموده (م. 1936)         |               | SPD           | 17 أيلول 1982        | 1 تشرين الأول 1982   | هلموت شميت ( حكومة شميدت الثالثة)                                                                      |
|                                     | فريدريش تسيمرمان (1925–2012)  |               | CSU           | 4 تشرين الأول 1982   | 21 نيسان 1989        | كول (حكومة كول الأولى • حكومة كول الثانية • حكومة كول الثالثة)                                         |
|                                     | فولفغانغ شويبله (م. 1942)     |               | CDU           | 21 نيسان 1989        | 26 تشرين الثاني 1991 | كول (حكومة كول الثالثة • حكومة كول الرابعة)                                                            |
|                                     | رودولف سايتيرز (م. 1937)      |               | CDU           | 26 تشرين الثاني 1991 | 7 تموز 1993          | كول (حكومة كول الرابعة)                                                                                |
|                                     | مانفريد كانتر (م. 1939)       |               | CDU           | 7 تموز 1993          | 27 تشرين الأول 1998  | كول (حكومة كول الرابعة • حكومة كول الخامسة)                                                            |
|                                     | أوتو شيلي (م. 1932)           |               | SPD           | 27 تشرين الأول 1998  | 22 تشرين الثاني 2005 | غيرهارد شرودر (• حكومة شرودر الأولى • حكومة شرودر الثانية)                                             |
|                                     | فولفغانغ شويبله (م. 1942)     |               | CDU           | 22 تشرين الثاني 2005 | 28 تشرين الأول 2009  | أنغيلا ميركل (حكومة ميركل الأولى)                                                                      |
|                                     | توماس دو ميزير (م. 1954)      |               | CDU           | 28 تشرين الأول 2009  | 3 أذار 2011          | أنغيلا ميركل (حكومة ميركل الثانية)                                                                     |
|                                     | هانز بيتر فريدرش (م. 1957)    |               | CSU           | 3 أذار 2011          | 17 كانون الأول 2013  | أنغيلا ميركل (حكومة ميركل الثانية)                                                                     |
|                                     | توماس دو ميزير (م. 1954)      |               | CDU           | 17 كانون الأول 2013  | 14 آذار 2018         | أنغيلا ميركل (حكومة ميركل الثالثة)                                                                     |
| وزير الداخلية والبناء والأمن الوطني |                               |               |               |                      |                      | |
|                                     | هورست زيهوفر (م. 1949)        |               | CSU           | 14 آذار 2018         | 8 كانون الأول 2021   | أنغيلا ميركل (حكومة ميركل الرابعة)                                                                     |
| وزير الداخلية والأمن الوطني         |                               |               |               |                      |                      | |
|                                     | نانسي فيزر (م. 1970)          |               | SPD           | 8 كانون الأول 2021   | في المنصب            | أولاف شولتس (حكومة شولتس)                                                                              |

## رابط خارجية
- الموقع الرسمي